# Plaça de les Fonts
La Plaça de les Fonts és el centre de la vila d'Olesa de Montserrat. Aquesta plaça, per molts la més típica i bonica, està envoltada d'algunes de les cases més representatives del nucli històric de la vila (Cal Milà, Cal Bià, Ca l'Antiga o Cal Tasà) i s'hi destaca en un racó els «Porxos de la Plaça», originaris del segle xiii i inclosos en l'Inventari del Patrimoni Arquitectònic Català.

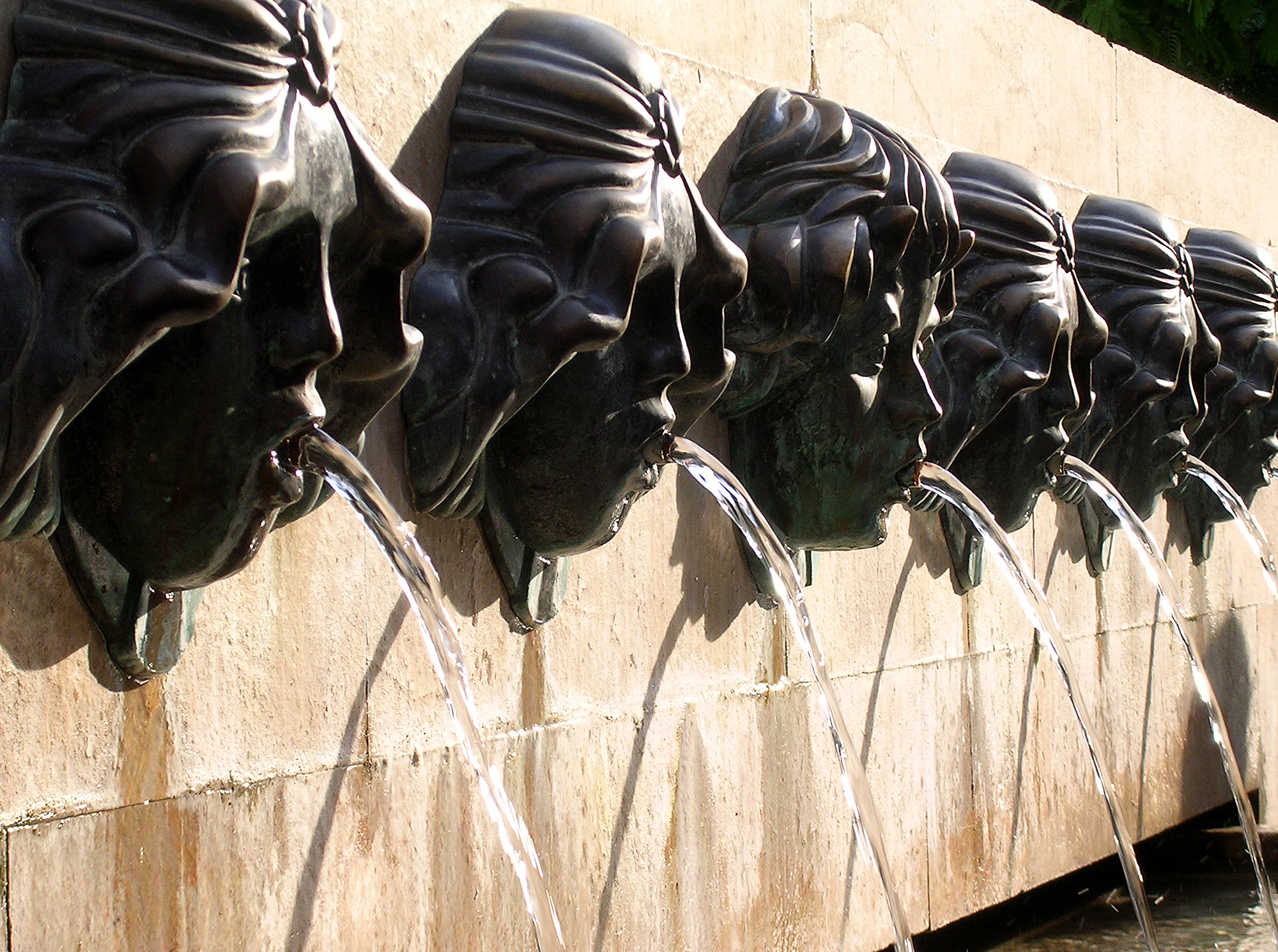
Set sortidors d'aigua. Sis en forma de rostre femení i el del mig en forma de dimoni.

En un dels seus racons s'hi forma una replaça anomenada Placeta de Joan Povill on hi ha l'Escola Povill, antiga Acadèmia Catalunya fundada pel Mestre en Gai Saber Joan Povill i Adserà, autor del text actual de les representacions de La Passió d'Olesa de Montserrat. La plaça ha tingut successives denominacions al llarg de la història: Plaça Pública, Plaça Major, Plaça de la Constitució, Plaça de la República, Plaza Nacional o Plaça de la Verdura, puix que s'hi celebrava el mercat setmanal.
La primera referència a les fonts de la plaça és del segle xvii. Anterior a aquesta data no hi havia fonts sinó una gran bassa situada a l'actual Placeta de Joan Povill i Adserà anomenada la Bareia.
L'any 1858 s'hi va fer una primera reforma que transformà tot l'espai i s'hi va erigir una font adossada a unes cases que eren al mig de la plaça. Aquesta font era coronada per l'escut de la vila i tenia set sortidors disposats en renglera, sis en forma de rostre femení i un en forma de dimoni. En aquesta mateixa font hi havia una làpida de marbre commemorativa de la construcció amb la data de 1858.
L'any 1919 es van ensorrar les tres cases que ocupaven part de la plaça i s'hi va construir al bell mig una font monumental obra de l'arquitecte Josep Ros i Ros. Aquesta nova font estava rematada amb un fanal a la part superior i tenia vuit brolladors, sis en forma de rostre femení, un en forma de dimoni i un sortidor llis que servia perquè l'aigua brollés amb intensitat en cas d'abundant cabal. La font era envoltada per uns bancs i per accedir-hi s'hi havia de baixar set graons. L'any 1942 es van modificar els bancs i es va substituir el fanal que rematava el brollador per un copó. Els edificis que envolten la plaça són bàsicament del segle xix tot i que alguns, com Cal Bià o Els Porxos de la Plaça, originen al segle xiv.

## Curiositats
- Antigament els membres del consistori s'aplegaven a la porxada, sota les voltes, per deliberar les qüestions de la política municipal.[3]
- A la font de l'any 1858, els brolladors en forma de cara femenina donaven aigua de la mina provinent del carrer Santa Oliva, d'aigua més càlida, mentre que l'aigua que sortia pel brollador en forma de cap de dimoni provenia de la mina de la font d'en Roure i era de temperatura més freda.[3]
- Era tradició ballar-hi el Ball de Gintanes.[3]